# Commons Daemon
A Commons Daemon korábban JSVC-ként ismert, egy Java szoftver könyvtár, amely az Apache Commons projektjének része.
A Deamon hordozható értelemben nyújt szolgáltatásokat a Java virtuális gép (JVM) elindítására és leállítására, melyen szerver oldali alkalmazások futnak.
Ezen alkalmazásoknak gyakran támasztanak plusz követelményeket a kliens oldali alkalmazásokhoz képest. Pl. az Tomcat 4 szervlet konténernek szüksége van arra, hogy szerializálja a munkameneteket és leállítsa az alkalmazásokat a JVM processz leállása előtt.
A Daemon két részből áll: egy C-ben írt natív könyvtárból, amely interfésszel az operációs rendszerrel, és egy Java-ban írt könyvtárból, amely a Daemon API-t nyújtja.
A Commons Daemon-t kétféleképpen lehet használni: a daemon interfész megvalósításával vagy egy osztály hívásával, amely biztosítja a szükséges metódusokat a daemon számára. Pl. a Tomcat 4.1.x a daemon interfészt használja, míg a Tomcat 5.0.x biztosít egy osztályt melynek metódusait a JSVC hívja direktben.

## Fordítás
Ez a szócikk részben vagy egészben  a   Commons Daemon című angol Wikipédia-szócikk ezen változatának fordításán alapul.  Az eredeti cikk szerkesztőit annak laptörténete sorolja fel. Ez a jelzés csupán a megfogalmazás eredetét és a szerzői jogokat jelzi, nem szolgál a cikkben szereplő információk forrásmegjelöléseként.
1. ↑  Release 1.4.1, 2025. január 7. (Hozzáférés: 2025. január 17.)